# 4727 Ravel
För andra betydelser, se Ravel (olika betydelser).
4727 Ravel eller 1979 UD1 är en asteroid i huvudbältet som upptäcktes den 24 oktober 1979 av den tyske astronomen Freimut Börngen vid Tautenburg-observatoriet. Den har fått sitt namn efter den franske tonsättaren Maurice Ravel.
Asteroiden har en diameter på ungefär 7 kilometer och den tillhör asteroidgruppen Koronis.